# Play世界巡迴演唱會
Play世界巡迴演唱會（英語：Play World Tour）是臺灣歌手蔡依林的第4輪巡迴演唱會。巡演於2015年5月22日在臺灣臺北市臺北小巨蛋開始，並於2016年7月16日在馬來西亞吉隆坡默迪卡体育場結束。巡演歷時一年零兩個月，涵蓋亞洲和北美洲23個城市，總計舉辦34場次，吸引約60萬名觀眾，票房達新臺幣15億元。

## 背景和發展
2014年10月29日，蔡依林透露在發行專輯《呸》後將開始籌備新巡演，並表示新巡演將更加重視音樂方面。2015年2月15日，蔡依林宣布將於同年5月22日在臺灣臺北市臺北小巨蛋展開「Play世界巡迴演唱會」。同月29日，蔡依林前往美國洛杉磯進行為期兩週的舞蹈排練，並和所有幕後人員一同開始該巡演的前期準備。媒體透露，蔡依林和舞者將在巡演開始前的兩週在臺灣的臨時舞台上進行彩排。
同月31日，蔡依林發布了由陳漫拍攝的巡演海報，並由黃偉文擔任造型顧問。蔡依林還透露，該巡演將和演唱會製作公司Live Nation合作，由Travis Payne和Stacy Walker共同執導。
媒體報導指出，該巡演的製作成本超過新臺幣一億元，並邀請來自全球的舞台硬體團隊，還和澤東電影合作拍攝了五支串場影片。此外，Live Nation在美國洛杉磯舉辦了三次舞者徵選活動，最終選出12位舞者，並邀請14位編舞師為巡演歌曲編舞。同年6月1日，蔡依林在中國北京市舉行巡演發布記者會，並宣布該巡演將於中國大陸舉辦場次。

## 商業表現
巡演臺北場於2015年4月12日中午12點開始售票，3.3萬張門票在18分鐘內售罄，隨後宣布於同年5月25日在臺北市加開場次。同年5月25日的門票於4月15日中午12點開始售票，1.1萬張門票在6分鐘內售罄。同年5月24日，蔡依林宣布巡演將於同年11月7日和8日在臺北市加開場次。同年6月13日下午1點30分，11月7日和8日的門票開始售票，2.2萬張門票在17分鐘內售罄。同年8月15日，蔡依林宣布將於同年11月6日在臺北市加開場次。同月28日，再宣布將於11月5日加開場次。同年9月5日上午11點，11月5日和6日的門票開始售票，2.2萬張門票在13分鐘內售罄。

## 評價
李冠毅評價，這次演唱會的水準超乎預期，無論是節目內容、服裝造型、歌藝舞技還是舞台設計，都達到國際水準，甚至更勝一籌。他提到，蔡依林的舞台表演打破了「會跳舞的藝人不會唱歌」的傳統觀念，讓他看到了她作為實力派的表現，既能跳舞又能唱歌，尤其是在演唱歌劇橋段時，他深感驚艷。
PlayMusic專欄作家Shau評價，蔡依林不僅展示了出色的歌唱實力，還表現出更加自在的舞台魅力。她在舞台上展現出無所畏懼的態度，時而俏皮，時而大膽。蔡依林成為許多人青春的印記，並將繼續吸引更多觀眾的注意。
東森新聞雲記者林政平評價，蔡依林在此次演唱會上摒棄了過往的高難度特技，將重心放在舞蹈訓練上，並重新編排了所有歌曲。他指出，蔡依林深知，即使不再進行高難度表演，她依然能在舞台上展現出自己的藝術才華。
BeautiMode評價，和之前的「Myself世界巡迴演唱會」和「唯舞獨尊世界巡迴演唱會」相比，這次蔡依林的舞台表現更顯自在且充滿巨星氣場。當白色帷幕降下，她以美杜莎造型登場，並用歌聲和舞姿深深吸引了全場的歌迷。

## 爭議
蔡依林於2015年7月11日，在新浪微博發布內容為「我呸！北京！」的微博，預告當晚的北京場演唱會。該微博以歌曲名稱「我呸」作為俏皮預告，但部分中國大陸網友誤解其含義，認為該微博有輕視北京的意思，並出現激烈評論，如「老女人，我呸」及「滾出北京」等。隨後，蔡依林刪除了該微博，經紀人王永良澄清：「Jolin的意思是『《呸》演唱會北京場，我來了。』因為看到粉絲爭執，不希望他們不開心，因此決定刪除微博，希望大家開開心心來看演唱會。」

## 影音發行
2018年1月30日，蔡依林發行現場影音專輯《Play世界巡迴演唱會》，收錄該巡演於2015年5月22日至25日在臺灣臺北小巨蛋的現場表演，並包含由侯季然和林孝謙執導的四部《不一樣又怎樣》紀錄短片及一部巡演幕後花絮影片。該專輯由徐國祚執導，並由三點水娛樂負責後期製作。華納音樂表示，專輯內容使用26台地面和空中攝影機拍攝，並從四百小時的影音素材中剪輯完成，蔡依林亦三度監督後期製作。

## 表演曲目
1. 〈美杜莎〉
2. 〈大丈夫〉
3. 〈美人計〉
4. 〈愛無赦〉
5. 〈I'm Not Yours〉
6. 〈特務J〉
7. 〈花蝴蝶〉
8. 〈Love Love Love〉
9. 〈布拉格廣場〉
10. 〈自愛自受〉
11. 〈獨佔神話〉
12. 〈大藝術家〉
13. 〈Mr. Q〉
14. 〈倒帶〉
15. 〈唇語〉
16. 〈我知道你很難過〉
17. 〈天空〉
18. 〈七上八下〉
19. 〈Miss Trouble〉
20. 〈Queen of the Night Aria〉
21. 〈日不落〉
22. 〈無言以對〉
23. 〈You Gotta Know〉
24. 〈野蠻遊戲〉
25. 〈迷幻〉
26. 〈愛情三十六計〉
27. 〈電話皇后〉
28. 〈Dr. Jolin〉
29. 〈舞孃〉
30. 〈看我72變〉
31. 〈不一樣又怎樣〉
32. 〈上街〉
33. 〈騎士精神〉
34. 〈Play我呸〉

- 2015年5月23日臺北場至2016年7月16日吉隆坡場，蔡依林演唱〈第三人稱〉，未演唱〈自愛自受〉。
- 2015年5月23日臺北場，蔡依林演唱〈檸檬草的味道〉、〈Lucky Number〉和〈Don't Stop〉，未演唱〈倒帶〉。
- 2015年5月24日臺北場，蔡依林演唱〈馬賽克〉、〈怪我太年輕〉、〈一個人〉、〈假裝〉和〈今天妳要嫁給我〉。
- 2015年5月25日臺北場，蔡依林和安室奈美惠共同演唱〈I'm Not Yours〉，蔡依林演唱〈檸檬草的味道〉、〈馬賽克〉、〈怪我太年輕〉、〈一個人〉、〈Good-Bye〉、〈睜一隻眼閉一隻眼〉、〈說愛你〉和〈Don't Stop〉。
- 2015年7月4日廣州場，蔡依林演唱〈檸檬草的味道〉、〈好想你〉、〈我的依賴〉和廣東版〈假裝〉，未演唱〈上街〉。
- 2015年7月11日北京場，蔡依林演唱〈檸檬草的味道〉、〈心型圈〉、〈非賣品〉、〈Good-Bye〉、〈Because of You〉和〈馬德里不思議〉。
- 2015年7月18日上海場，蔡依林演唱〈檸檬草的味道〉、〈許願池的希臘少女〉、〈愛上了一條街〉、〈你怎麼連話都說不清楚〉和〈說愛你〉，未演唱〈騎士精神〉。
- 2015年7月25日新加坡場，蔡依林演唱〈檸檬草的味道〉、〈遇見〉、〈和世界做鄰居〉、〈你怎麼連話都說不清楚〉、〈開場白〉、〈最終話〉和〈即時生效〉，未演唱〈唇語〉、〈上街〉和〈騎士精神〉。
- 2015年9月4日長沙場，蔡依林演唱〈檸檬草的味道〉、〈彩色相片〉、〈Because of You〉和〈說愛你〉，未演唱〈唇語〉和〈上街〉。
- 2015年9月19日天津場，蔡依林演唱〈檸檬草的味道〉、〈我〉（張國榮版）、〈和世界做鄰居〉、〈聽說愛情回來過〉、〈做一天的你〉和〈說愛你〉，未演唱〈唇語〉和〈上街〉。
- 2015年9月26日重慶場，蔡依林演唱〈檸檬草的味道〉、〈城裡的月光〉、〈月亮代表我的心〉、〈單身公害〉和〈說愛你〉，未演唱〈唇語〉、〈上街〉和〈騎士精神〉。
- 2015年10月10日呼和浩特場，蔡依林演唱〈你快樂嗎〉、〈說愛你〉、〈Don't Stop〉和〈假裝〉，未演唱〈唇語〉和〈上街〉。
- 2015年10月24日大連場，蔡依林演唱〈檸檬草的味道〉、〈彩色相片〉、〈萬花瞳〉和〈說愛你〉，未演唱〈唇語〉、〈You Gotta Know〉和〈上街〉。
- 2015年11月5日臺北場，蔡依林演唱〈奉獻〉、〈玫瑰香〉、〈夜來香〉、〈聽說愛情回來過〉、〈好東西〉、〈熱冬〉和〈說愛你〉，蔡依林和林憶蓮共同演唱〈不一樣又怎樣〉，未演唱〈唇語〉、〈上街〉和〈騎士精神〉。
- 2015年11月6日臺北場，蔡依林演唱〈檸檬草的味道〉、〈The Phantom of the Opera（英语：The Phantom of the Opera (song)）〉、〈非賣品〉、〈感覺你的存在〉、〈假裝〉、〈黑髮尤物〉和〈說愛你〉，未演唱〈倒帶〉、〈唇語〉、〈Der Hölle Rache〉、〈上街〉和〈騎士精神〉。
- 2015年11月7日臺北場，蔡依林演唱〈The Phantom of the Opera〉、〈睜一隻眼閉一隻眼〉、〈假面的告白〉、〈今天妳要嫁給我〉、〈Pretty Pretty Day〉和〈說愛你〉，未演唱〈唇語〉、〈Der Hölle Rache〉、〈上街〉和〈騎士精神〉。
- 2015年11月8日臺北場，蔡依林和五月天共同演唱〈愛情萬歲〉和〈大藝術家〉，蔡依林演唱〈檸檬草的味道〉、〈The Phantom of the Opera〉、〈消失的城堡〉、〈海洋之心〉、〈唇唇欲動〉和〈說愛你〉，未演唱〈倒帶〉、〈唇語〉、〈Der Hölle Rache〉、〈上街〉和〈騎士精神〉。
- 2015年11月21日杭州場，蔡依林演唱〈檸檬草的味道〉、〈慣性背叛〉、〈今天妳要嫁給我〉、〈你怎麼連話都說不清楚〉、〈你還愛我嗎〉和〈說愛你〉，未演唱〈唇語〉、〈Der Hölle Rache〉、〈上街〉和〈騎士精神〉。
- 2015年11月28日南京場，蔡依林演唱〈檸檬草的味道〉、〈The Phantom of the Opera〉、〈許願池的希臘少女〉、〈捨不得〉、〈假面的告白〉和〈說愛你〉，未演唱〈唇語〉、〈Der Hölle Rache〉、〈上街〉和〈騎士精神〉。
- 2015年12月5日福州場，蔡依林演唱〈檸檬草的味道〉、〈The Phantom of the Opera〉、〈消失的城堡〉、〈心型圈〉、〈快有愛〉和〈說愛你〉，未演唱〈唇語〉、〈Der Hölle Rache〉、〈上街〉和〈騎士精神〉。
- 2015年12月11日香港場，蔡依林演唱〈囍帖街〉、〈The Phantom of the Opera〉、〈我的依賴〉、廣東版〈假裝〉和〈說愛你〉，未演唱〈唇語〉、〈Der Hölle Rache〉和〈騎士精神〉。
- 2015年12月12日香港場，蔡依林演唱〈囍帖街〉、〈你快樂嗎〉、〈單身公害〉、〈非賣品〉和〈說愛你〉，未演唱〈唇語〉和〈上街〉。
- 2016年3月26日大西洋城場，蔡依林演唱〈聽說愛情回來過〉。
- 2016年3月27日大西洋城場，蔡依林演唱〈囍帖街〉。
- 2016年4月2日合肥場，蔡依林演唱〈The Phantom of the Opera〉、〈心型圈〉、〈萬花瞳〉、〈一個人〉和〈說愛你〉，未演唱〈唇語〉、〈Der Hölle Rache〉、〈上街〉和〈騎士精神〉。
- 2016年4月16日深圳場，蔡依林演唱〈檸檬草的味道〉、〈馬賽克〉、〈好想你〉、〈聽說愛情回來過〉和〈黑髮尤物〉，未演唱〈唇語〉、〈上街〉和〈騎士精神〉。
- 2016年4月23日武漢場，蔡依林演唱〈開場白〉、〈愛上了一條街〉、〈我要的選擇〉、〈最終話〉和〈說愛你〉，未演唱〈唇語〉、〈上街〉和〈騎士精神〉。
- 2016年4月30日澳門場，蔡依林演場〈愛與痛的邊緣〉、〈今天妳要嫁給我〉、〈檸檬草的味道〉、〈做一天的你〉和〈說愛你〉，未演唱〈唇語〉、〈上街〉和〈騎士精神〉。
- 2016年5月14日北京場，蔡依林演唱〈消失的城堡〉、〈心型圈〉和〈說愛你〉，未演唱〈唇語〉、〈上街〉和〈騎士精神〉。
- 2016年5月21日上海場，蔡依林和李宇春共同演唱〈特務J〉，蔡依林演唱〈檸檬草的味道〉、〈非賣品〉、〈馬德里不思議〉和〈說愛你〉，未演唱〈唇語〉、〈上街〉和〈騎士精神〉。
- 2016年6月11日鄭州場，蔡依林演唱〈小小孩〉、〈The Phantom of the Opera〉、〈青春修煉手冊〉、〈我〉（張國榮版）、〈即時生效〉、〈今天妳要嫁給我〉、〈感覺你的存在〉和〈說愛你〉，未演唱〈唇語〉、〈Der Hölle Rache〉、〈上街〉和〈騎士精神〉。
- 2016年6月18日成都場，蔡依林演唱〈小小孩〉、〈你快樂嗎〉、〈我〉（張國榮版）、〈你怎麼連話都說不清楚〉、〈消失的城堡〉和〈說愛你〉，未演唱〈唇語〉、〈上街〉和〈騎士精神〉。
- 2016年7月2日太原場，蔡依林演唱〈小幸運〉、〈海洋之心〉、〈詩人漫步〉、〈和世界做鄰居〉、〈你快樂嗎〉和〈說愛你〉，未演唱〈唇語〉、〈上街〉和〈騎士精神〉。
- 2016年7月16日吉隆坡場，蔡依林演唱〈小情歌〉、〈旅程〉、〈Pretty Pretty Day〉、〈Don't Stop〉、〈假面的告白〉和〈馬德里不思議〉，未演唱〈唇語〉、〈上街〉和〈騎士精神〉。

## 場次
| 日期           | 國家     | 城市       | 場館                     | 觀眾人數 | 票房          |
| -------------- | -------- | ---------- | ------------------------ | -------- | ------------- |
| 2015年5月22日  | 臺灣     | 臺北市     | 臺北小巨蛋               | 44,000   | 新臺幣1.2億元 |
| 2015年5月23日  | 臺灣     | 臺北市     | 臺北小巨蛋               | 44,000   | 新臺幣1.2億元 |
| 2015年5月24日  | 臺灣     | 臺北市     | 臺北小巨蛋               | 44,000   | 新臺幣1.2億元 |
| 2015年5月25日  | 臺灣     | 臺北市     | 臺北小巨蛋               | 44,000   | 新臺幣1.2億元 |
| 2015年7月4日   | 中國     | 廣州市     | 廣州國際體育演藝中心     | 未知     | 未知          |
| 2015年7月11日  | 中國     | 北京市     | 首都體育館               | 未知     | 未知          |
| 2015年7月18日  | 中國     | 上海市     | 梅賽德斯-奔馳文化中心    | 未知     | 未知          |
| 2015年7月25日  | 新加坡   | 新加坡     | 新加坡室內體育館         | 未知     | 未知          |
| 2015年9月4日   | 中國     | 長沙市     | 湖南國際會展中心         | 未知     | 未知          |
| 2015年9月19日  | 中國     | 天津市     | 天津體育中心             | 未知     | 未知          |
| 2015年9月26日  | 中國     | 重慶市     | 重慶國際博覽中心         | 未知     | 未知          |
| 2015年10月10日 | 中國     | 呼和浩特市 | 內蒙古體育館             | 未知     | 未知          |
| 2015年10月24日 | 中國     | 大連市     | 中升文化中心             | 未知     | 未知          |
| 2015年11月5日  | 臺灣     | 臺北市     | 臺北小巨蛋               | 44,000   | 新臺幣1.2億元 |
| 2015年11月6日  | 臺灣     | 臺北市     | 臺北小巨蛋               | 44,000   | 新臺幣1.2億元 |
| 2015年11月7日  | 臺灣     | 臺北市     | 臺北小巨蛋               | 44,000   | 新臺幣1.2億元 |
| 2015年11月8日  | 臺灣     | 臺北市     | 臺北小巨蛋               | 44,000   | 新臺幣1.2億元 |
| 2015年11月21日 | 中國     | 杭州市     | 黃龍體育中心體育館       | 未知     | 未知          |
| 2015年11月28日 | 中國     | 南京市     | 南京奧體中心體育館       | 未知     | 未知          |
| 2015年12月5日  | 中國     | 福州市     | 海峽奧林匹克體育中心     | 未知     | 未知          |
| 2015年12月11日 | 中國     | 香港       | 香港體育館               | 未知     | 未知          |
| 2015年12月12日 | 中國     | 香港       | 香港體育館               | 未知     | 未知          |
| 2016年3月26日  | 美國     | 大西洋城   | 波哥大賭場活動中心       | 未知     | 未知          |
| 2016年3月27日  | 美國     | 大西洋城   | 波哥大賭場活動中心       | 未知     | 未知          |
| 2016年4月2日   | 中國     | 合肥市     | 濱湖國際會展中心         | 未知     | 未知          |
| 2016年4月16日  | 中國     | 深圳市     | 深圳灣體育中心春繭體育館 | 未知     | 未知          |
| 2016年4月23日  | 中國     | 武漢市     | 洪山體育館               | 未知     | 未知          |
| 2016年4月30日  | 中國     | 澳門       | 金光綜藝館               | 未知     | 未知          |
| 2016年5月14日  | 中國     | 北京市     | 樂視體育生態中心         | 未知     | 未知          |
| 2016年5月21日  | 中國     | 上海市     | 梅賽德斯-奔馳文化中心    | 未知     | 未知          |
| 2016年6月11日  | 中國     | 鄭州市     | 鄭州國際會展中心         | 未知     | 未知          |
| 2016年6月18日  | 中國     | 成都市     | 四川省體育館             | 未知     | 未知          |
| 2016年7月2日   | 中國     | 太原市     | 山西省體育館             | 未知     | 未知          |
| 2016年7月16日  | 馬來西亞 | 吉隆坡     | 默迪卡体育場             | 未知     | 未知          |
| 總計           | 總計     | 總計       | 總計                     | 600,000  | 新臺幣15億元  |

## 幕後人員
該人員名單摘自該巡演現場影音專輯的片尾的名單。
- 葛福鴻—演唱會出品人
- 鍾寶圈—監製
- 洪迪—監製
- 蔡依林—藝術總監
- Travis Payne（英语：Travis Payne）—創意總監、編舞監督
- Stacy Walker—創意總監、編舞監督
- 澤東電影公司—演唱會影片製作
- 彭綺華—演唱會影片監製
- 李志倫—演唱會影片導演
- 徐梓竣—演唱會影片導演
- 仙草影像工作室—片頭影像設計製作
- 林孝謙—不一樣又怎樣紀錄片導演（林欣蓓篇/曾愷芯篇）
- 侯季然—不一樣又怎樣紀錄片導演（玫瑰少年篇/肌萎英雄篇）
- Pro Productions Limited—演唱會導演
- 劉玉儀—演唱會導演
- 徐芷筠—演唱會導演
- 王君櫻—演唱會導演
- 劉寬—工程統籌
- 曾棨楹—工程統籌
- 龐奇視覺—動畫設計
- 鄭宇君—舞台設計
- 劉惠恩—舞台設計
- 梁日明—燈光設計
- 梁耀祖—燈光設計
- 許國豪—舞台經理
- 馮學民—舞台經理
- 李家權—舞台經理
- 蔡佩呤—製作統籌
- 張淑娟—製作統籌
- 楊竣傑—製作統籌
- 彭中惠—行政統籌
- 吳志傑—行政統籌
- 鄭勝吉—演唱會行政
- 彭郁倩—演唱會行政
- 黃偉文—藝人形象設計
- Thomas—藝人形象設計
- 何翰聰—藝人髮型
- 簡淑玲—藝人化妝
- 陳漫—海報攝影
- 顏伯駿—海報設計
- 藍予晨—藝人服裝管理
- 陳星翰—音樂總監
- 梁思樺—音樂總監
- 洪信傑—樂隊指揮
- 林於賢—鍵盤手
- Mike McLaughlin—吉他手
- Ngim Kok Leong—鼓手
- 邱培榮—貝斯手
- 李治逸—Programmer
- 馬毓芬—合音執導
- 葉永菡—合音
- 張義欣—合音
- Shawnette Heard—編舞
- Jojo Diggs—編舞
- Leo Moctezuma—編舞
- Ruthy Inchaustegui—編舞
- Guapo Clarke—編舞
- Loukas Kosmidis—編舞
- Raul Peralta—編舞
- Gabriel Peralta—編舞
- Tovaris Wilson—編舞
- Anthony Garza—編舞
- Johnathan Rice—編舞
- Terry Beeman—編舞
- Aisha Francis—編舞
- Tina Landon（英语：Tina Landon）—編舞
- Jennifer Hamilton—編舞
- Dondraico Johnson—編舞
- Melanie Lewis—編舞
- 王柏蓉—舞蹈行政管理
- Davi Lorenzo—舞者
- Lindsay Richardson—舞者
- Gustavo Carr—舞者
- Jeremy Copeland—舞者
- Karl Artis—舞者
- Muata Langley—舞者
- Marlon Pelayo—舞者
- Julio Marcelino—舞者
- Sebastian Gonzalez—舞者
- Anthony Garza—舞者
- Johnathan Rice—舞者
- Jeremie Sibethal—舞者
- 徐聖展—舞蹈助理
- Wow Bravo & Funky Rap—舞蹈服裝設計
- 劉美卿—舞者服裝管理
- 劉梅鈴—舞者服裝管理
- 林斯婷—舞者服裝管理
- 范皓鈞—舞者服裝管理
- 城鎮事業有限公司—舞台工程
- 台灣藝能工程股份有限公司—舞台工程
- 垠鑫企業有限公司—雷射工程
- 曾我征彥—音響設計
- 赤荻久美子—舞台監聽
- 台灣和傑股份有限公司—音響工程
- 成陽傳播事業有限公司—視訊工程
- 星船音響工程有限公司—吊點工程
- 宏益舞台特效有限公司—特效工程
- 鴻洲企業有限公司—電力工程
- 李玲玲—現場導播
- 正點錄影傳播有限公司—錄影工程
- Franz Joseph Harary—舞台特殊效果股份
- Kerry Cadger Paul—舞台特殊效果股份
- Brian Edward Barry—舞台特殊效果股份